# Pristimantis bromeliaceus
Pristimantis bromeliaceus es una especie de anfibio anuro de la familia Craugastoridae.

## Distribución
Esta especie se encuentra:
- en Ecuador en las provincias de Zamora-Chinchipe, Loja y Morona-Santiago entre los 1500 y 2622 metros sobre el nivel del mar en la vertiente oriental de la Cordillera Oriental, en la Cordillera del Cóndor y en la Cordillera de Cutucù;
- en Perú en el área de San Martín a 2 180 m de altitud en la Cordillera Central.[4]

## Descripción
Los machos miden de 16,7 a 23,2 mm y las hembras de 22,9 a 28,1 mm.

## Publicación original
- Lynch, 1979 : Leptodactylid frogs of the genus Eleutherodactylus from the Andes of southern Ecuador. Miscellaneous Publication, Museum of Natural History, University of Kansas, vol. 66, p. 1-62[5]